# Joan Montseny i Carret
Joan Montseny i Carret   (Reus, 19 d'agost de 1864 - Saló de Provença, 12 de març de 1942), conegut amb el pseudònim de Federico Urales, fou un anarquista català. Fill de Joan Montseny i Castro, rajoler d'ofici, natural de Solivella, i de Maria Carret i Cavallé. Va ser espòs de Teresa Mañé (Soledad Gustavo) i pare de Frederica Montseny, ambdues reconegudes anarquistes també.

## Vida
Boter d'ofici, el 1885 va ingressar al partit socialista. El 1887 fou nomenat secretari general de la Federació Catalana de Boters i el 1888 de la Federación Nacional de Obreros Toneleros. El 1891 obtingué el títol de mestre d'escola. Després es va casar amb Teresa Mañé i Miravet (Soledad Gustavo), institutriu laica que donava classes a Vilanova i la Geltrú, amb la qual es va traslladar a Reus, on van regentar una escola laica, i junts van evolucionar cap a l'anarquisme. El 1892, mentre provaven de celebrar el 1r de Maig, fou detingut per haver publicat un full a favor de Pallàs, que estava acusat d'intentar assassinar Arsenio Martínez Campos. El 1893 va impulsar i col·laborar en la publicació de La Revancha, el primer periòdic obrerista reusenc amb plena identificació amb l'anarquisme. El 1896 van haver de tancar l'escola per la repressió antianarquista, i fou detingut i implicat en el procés de Montjuïc a Barcelona. Després es va exiliar a Anglaterra i va tornar a Espanya sota el nom de Federico Urales i fixà la seva residència a Madrid, on primer va entrar de redactor a El Progreso, de Lerroux, però el 1898 va iniciar la publicació de La Revista Blanca i, primer com a suplement de La Revista Blanca i després com a periòdic, Tierra y Libertad.
Poc després va ser amnistiat, però la revista va desaparèixer el 1905. Va treballar a l'agricultura, al periodisme i va escriure assaigs, novel·les i obres de teatre. Va tenir una destacada actuació el 1906 en la defensa de Ferrer i Guàrdia, que van implicar en l'atemptat de Mateo Morral contra Alfons XIII. Ferrer i Guàrdia li encomanà diversos llibrets que publicà a l'editorial La Escuela Moderna, i d'on sorgí la novel·la Sembrando flores, que aconseguí molt d'èxit i diverses reimpressions, i que inicià la seva dedicació a la literatura obrerista de caràcter anarquista. Entre 1910 i 1912 col·laborà amb articles teòrics al diari Foment de Reus, on es veu la seva ideologia anarcocomunista i de tendència interclassista. Els articles més importants sobre la qüestió nacional, tots de 1912, van ser recollits en el llibre Per Catalunya. El 1914 es va declarar favorable als aliats de la Primera Guerra Mundial signant un manifest promulgat per l'anarquisme europeu. El 1923, amb la seva dona Teresa i la filla comuna, Federica Montseny i Mañé, va reiniciar La Revista Blanca i va organitzar les protestes contra les execucions de Sacco i Vanzetti. Des de la Revista defensà una tendència purista i ortodoxa molt vigilant de les desviacions sindicalistes dels dirigents de la CNT. El 1936, ja gran i malalt, va influir perquè la CNT es posés al costat del Front Popular i perquè la seva filla acceptés una cartera al govern de Largo Caballero. El 1939 va marxar primer a Montpeller i després a París, per tal de reunir-se amb la seva família. Va haver de fugir per l'entrada dels alemanys. El govern de Vichy el va obligar a instal·lar-se a Salon, on va morir.

## Principals obres

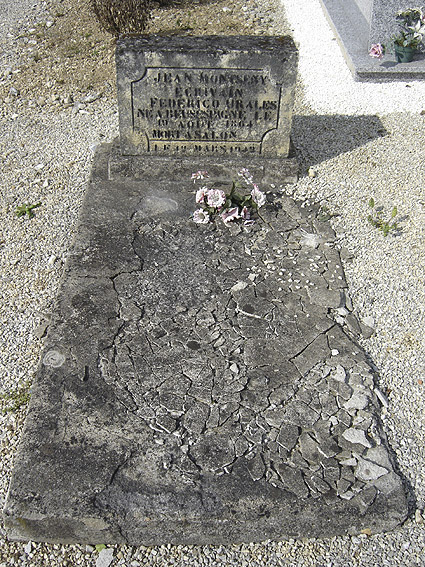
Tomba de Joan Montseny a Salon.

- Nicolás Estévanez, pròleg en "Pensamientos Revolucionarios de Nicolás Estévanez", assaig de Mateo Morral (1880-1906), sense datar.
- Sembrando flores, Barcelona: Publicaciones de la Escuela Moderna, 1906.
- El sindicalismo español: su desorientación. Madrid: Imp. de Felipe Peña Cruz, 1923
- El hombre y la locura humana, Buenos Aires: Carlos y Alejandro Maucci, 1925.
- Mi vida. Barcelona: La Revista Blanca, [1932]. 3 vols.
- La barbarie gubernamental en Barcelona, Tarrasa, Sardañola, etc., Barcelona: El Luchador,1933.
- La evolución de la filosofía en España. Es va publicar en diversos números de La Revista Blanca entre 1900 i 1902. L'any 1934 va ser editada a Barcelona en dos volums.
- La evolución de la Filosofía en España, Tomo II, 1934. El 1968 es va publicar la part segona del tom segon a Ediciones de Cultura Popular, Barcelona, precedida d'un ampli estudi de Rafael Pérez de la Dehesa, reeditada per Editorial Laia en Ediciones de Bolsillo el 1977, ISBN 84-7222-351-5. Aquest estudi conté la bibliografia completa de Montseny.

Els llibres de Montseny són, actualment, introbables. Es poden consultar, però, a la Biblioteca Arús a Barcelona, a la Biblioteca Nacional d'Espanya a Madrid, al Centro Documental de la Memoria Histórica de Salamanca i a l'Institut Internacional d'Història Social d'Amsterdam.
L'any 2020 la Universitat de Barcelona ha reeditat Mi vida amb quatre estudis preliminars a càrrec de Teresa Abelló i Ginés Puente que fan un balanç ideològic i crític de l'autor.